# Der junge Lord
Der junge Lord (français : Le jeune Lord) est un opéra en deux actes de Hans Werner Henze sur un livret de Ingeborg Bachmann d'après une parabole le singe déguisé en homme (der affe als mensch) tiré du conte le cheik d'Alexandrie et ses esclaves écrit par Wilhelm Hauff (1827). Il est créé le 7 avril 1965 au Deutsche Oper à Berlin sous la direction de Christoph von Dohnányi.

## Distribution
- Lord Barret ténor
- Luise soprano
- Baronne Grünwiesel mezzo-soprano
- Secrétaire baryton
- Armintore ténor
- Begonia mezzo-soprano
- Le Maire baryton-basse
- Hasentreffer baryton
- Madame Hasentreffer soprano
- Madame von Hufnagel mezzo-soprano
- Ida soprano
- Scharf baryton
- Von Mucker ténor
- Wilhelm ténor
- Sir Edgard rôle muet

## Argument
Dans une petite ville allemande en 1830, Sir Edgar un riche anglais vient s'établir en ville.